# Paulina (Argentina)
Paulina es una localidad argentina ubicada en el Departamento Ledesma de la Provincia de Jujuy. Presenta el aspecto de una isla rodeada de cañaverales propiedad del ingenio Ledesma, ubicada 5 km al este del ingenio.
Tras la mecanización del cultivo de caña de azúcar, el paraje está poblado sólo de mayo a noviembre para la zafra del ingenio, estando compuesta por casas de material provistas por la empresa Ledesma. El nombre le fue dado en 1915 en referencia a la hija de Enrique Wollmann, administrador del complejo azucarero en ese momento. La zona era antiguamente poblada por naciones originarias, de las cuales quedaron vestigios por la celebración del carnaval como el entierro del Pim-Pim.